# Calapana basivacua
Calapana basivacua är en fjärilsart som beskrevs av Walker 1862. Calapana basivacua ingår i släktet Calapana och familjen tandspinnare. Inga underarter finns listade i Catalogue of Life.